# Bistum Port-Louis
Das Bistum Port-Louis (lat.: Dioecesis Portus Ludovici, frz.: Diocèse de Port-Louis) ist ein römisch-katholisches Bistum mit Sitz in Port Louis auf der Insel Mauritius.
Sein Gebiet umfasst die Republik Mauritius mit Ausnahme der Insel Rodrigues sowie das Britische Territorium im Indischen Ozean.

## Geschichte
Das Bistum wurde am 6. Juni 1837 als Apostolisches Vikariat Mauritius aus dem Apostolischen Vikariat Kap der Guten Hoffnung begründet, am 7. Dezember 1847 zum selbstständigen Bistum erhoben und gab bereits 1852 die Seychellen ab, wo eine eigenständige Apostolische Präfektur Seychellen begründet wurde.
Ursprünglich eine von englischen Benediktinern geleitete Mission, wechselte es zu Beginn des 20. Jahrhunderts in die Verantwortlichkeit der irischen Spiritaner. 1950 bereits 141.941 Katholiken (33,9 %) in 37 Pfarreien mit 27 Diözesanpriestern, 34 Ordenspriestern und 310 Ordensschwestern zählend, gab es am 31. Oktober 2002 die Insel Rodrigues zur Begründung des Apostolischen Vikariates Rodrigues ab und zählte anschließend noch 245.639 Katholiken (21,5 %) in 49 Pfarreien mit 58 Diözesanpriestern, 42 Ordenspriestern und 234 Ordensschwestern auf 1.843 km².

## Bischöfe von Port-Louis
- William Bernard Collier OSB (1847–1863)
- Michael Adrian Hankinson OSB (1863–1870)
- William Benedict Scarisbrick OSB (1871–1887)
- Johann Gabriel Léon Louis Meurin SJ (1887–1895)
- Peter Augustine O’Neill OSB (1896–1909)
- James Romanus Bilsborrow OSB (1910–1916, dann Erzbischof von Cardiff)
- Giacomo Leen CSSp (1926–1949)
- Daniel Liston CSSp (1949–1968)
- Jean Kardinal Margéot (1969–1993)
- Maurice Kardinal Piat CSSp (1993–2023)
- Jean Michaël Durhône (seit 2023)